# 青森明の星中学・高等学校
青森明の星中学・高等学校（あおもりあけのほしちゅうがく・こうとうがっこう）は、青森県青森市浪打二丁目にある私立中学校・高等学校。2008年度中学校開設。2015年度より男女共学化。

## 概要
カナダケベック州に本部を置くカトリック教会の聖母被昇天修道会（S.A.S.V.）が母体となって設立した青森県のカトリックミッションスクールである。

## 沿革
- 1934年（昭和9年）- カナダに本部のある聖母被昇天修道会（S.A.S.V）より修道女5名が来日。
- 1937年（昭和12年）- 青森市に青森技藝学院（現：青森明の星高等学校）を開校。
- 1939年（昭和14年）- 学院付属幼稚園開園。
- 1941年（昭和16年）- 青森高等技藝学院設置。
- 1944年（昭和19年）- 青森女子商業学校として組織変更。
- 戦時下で校舎が焼失した堤橋高等女学校（1925年協成高等女学校設立、1935年改称）の生徒が青森明の星高等女学校に編入した。
- 1946年（昭和21年）- 校名を青森明の星高等女学校に改称。
- 1951年（昭和26年）- 学校法人青森明の星学園認可、青森明の星高等学校・青森明の星中学校設置。
- 1987年（昭和62年）- 明の星学園創立50周年式典。
- 2007年（平成19年）- 明の星学園創立70周年式典。
- 2008年（平成20年）- 青森明の星中学校開校。
- 2015年（平成27年）- 中・高共に男女共学化。
- 2017年（平成29年）- 創立80周年。また、男女完全共学化。[1]

## 設置学科
- 普通科[2]
  - 特別進学
  - I・コミュニケーション
  - 進学
- 英語科[3]
  - 長期留学コース
  - 中期留学コース
  - 海外研修コース
- 音楽コース(2015年度より普通科に併合)
  - ピアノ専攻
  - 声楽専攻
  - 管弦楽器専攻

## 交通アクセス
- 最寄のバス停-青森市営バス青森駅前より東部営業所行き「合浦公園前」下車徒歩約5分

## 著名な出身者
- 凜華せら - 女優、元宝塚歌劇団星組男役
- 姫こだま - 女優、元宝塚歌劇団月組、宙組娘役
- 田中栄子 - アナウンサー、元青森テレビ
- 里村好美 - アナウンサー、エフエム青森
- 中里玲奈 - アナウンサー、エフエム青森
- 室谷香菜子 - アナウンサー、北海道放送
- ナンシー関 - コラムニスト、版画家[4]
- 佐藤初女 - 福祉活動家、教育者

## 系列校
- 青森明の星短期大学
- 青森明の星幼稚園
- 弘前明の星幼稚園
- 浦和明の星女子中学校・高等学校
- 浦和明の星幼稚園